# Little Sandy
La rivière Little Sandy est un cours d'eau d'une longueur de 137,4 km qui coule dans l’État du Kentucky aux États-Unis. Elle est un affluent de l'Ohio dans le bassin du Mississippi.

## Source de la traduction
- (de) Cet article est partiellement ou en totalité issu de l’article de Wikipédia en allemand intitulé « Little Sandy River (Ohio River) » (voir la liste des auteurs).